# Donat
Donat (en alemán Donath) era una comuna suiza del cantón de los Grisones, situada en la región de Viamala. Limitaba al norte con la comuna de Lohn, al este con Zillis-Reischen, al sur con Andeer, y al oeste con Casti-Wergenstein y Mathon.
La comuna había sido el resultado de la fusión el 1 de enero de 2003 las comunas de Donath y Patzen-Fardün (Pazen-Farden en romanche). Posteriormente, el 1 de enero de 2021 se fusionó con las antiguas comunas de Casti-Wergenstein, Lohn y Mathon para conformar la nueva comuna de Muntogna da Schons.
Es una de las pocas localidades donde todavía se habla el dialecto subsilvano del romanche, y prácticamente la única en donde esta variante se enseña a nivel escolar.